# Tour d'Afrique
Il Tour d'Afrique (it. Giro dell'Africa) è stata  una corsa a tappe di ciclismo su strada che attraversa il continente africano da Giza a Città del Capo e dura quattro mesi, da gennaio a maggio.

## Storia
È stata  una delle più lunghe e dure corse di ciclismo nel mondo. Fu fondata da Henry Gold e Michael de Jong di Toronto, Canada, ed è composta da 100 tappe e 20 giorni di riposo.
Il Tour d'Afrique 2003 ha stabilito il Guinness World Record per il più rapido attraversamento dell'Africa in bicicletta.

## Albo d'oro
| Data             | km     | Vincitore             | Prima donna             | Nazioni sul percorso                                                                      |
| ---------------- | ------ | --------------------- | ----------------------- | ----------------------------------------------------------------------------------------- |
| 18/01-18/05 2003 | 10 967 | Sascha Hartl          | Marie-Claude Baehler    | Egitto, Sudan, Etiopia, Kenya, Tanzania, Malawi, Mozambico, Zimbabwe, Botswana, Sudafrica |
| 17/01-15/05 2004 | 11 750 | Rob Van der Geest     | Sandra Simon            | Egitto, Sudan, Etiopia, Kenya, Tanzania, Malawi, Zambia, Botswana, Namibia, Sudafrica     |
| 15/01-15/05 2005 | 12 000 | Kim Bremer            | Francziska Morger       | Egitto, Sudan, Etiopia, Kenya, Tanzania, Malawi, Zambia, Botswana, Namibia, Sudafrica     |
| 14/01-13/05 2006 | 11 900 | Matt Caretti          | Joan Louwrens           | Egitto, Sudan, Etiopia, Kenya, Tanzania, Malawi, Zambia, Botswana, Namibia, Sudafrica     |
| 13/01-05/05 2007 | 11 900 | Adrie Frijters        | Eva Nijssen             | Egitto, Sudan, Etiopia, Kenya, Tanzania, Malawi, Zambia, Botswana, Namibia, Sudafrica     |
| 12/01-05/05 2008 | 10 700 | Jos Kaal              | Deb Corbeil             | Egitto, Sudan, Etiopia, Tanzania, Malawi, Zambia, Botswana, Namibia, Sudafrica            |
| 10/01-09/05 2009 | 11 777 | Allan Benn 380h43'34" | Taryn Laurie 395h25'23" | Egitto, Sudan, Etiopia, Kenya, Tanzania, Malawi, Zambia, Botswana, Namibia, Sudafrica     |
| 10/01-15/05 2010 | 11 844 | Stuart Briggs         | Gisela Gartmair         | Egitto, Sudan, Etiopia, Kenya, Tanzania, Malawi, Zambia, Botswana, Namibia, Sudafrica     |
| 15/01-14/05 2011 | 11 718 | Paul Wolfe            | Tori Fahey              | Egitto, Sudan, Etiopia, Kenya, Tanzania, Malawi, Zambia, Botswana, Namibia, Sudafrica     |
| 14/01-12/05 2012 | 11 844 | Christian Sailer      | Femke Nelissen          | Egitto, Sudan, Etiopia, Kenya, Tanzania, Malawi, Zambia, Botswana, Namibia, Sudafrica     |
| 11/01-11/05 2013 | 11 718 | Pascal Duquette       | Bridget O'Meara         | Egitto, Sudan, Etiopia, Kenya, Tanzania, Malawi, Zambia, Botswana, Namibia, Sudafrica     |

## Letteratura
Hardy Grüne: Tour d'Afrique: 12 000 Kilometer Radrennen von Kairo nach Kapstadt, 2011